# Getap, Shirak
Getap là một đô thị thuộc tỉnh Shirak, Armenia. Dân số ước tính năm 2011 là 841 người.